# Onives
Onives — бренд подразделения Omoda компании Chery Automobile, основанный в 2025 году.

## Описание
О появлении бренда Onives было объявлено весной 2025 года. Официально бренд был основан летом того же года. После Tenet, Esteo и Jeland, это четвёртый бренд, под которым выпускаются локализованные автомобили Chery, адаптированные для эксплуатации в российских условиях.
Первой моделью под брендом Onives стал Onives C5, являющийся ребеджинговым вариантом Omoda C5. Сборку прародителя планировалось начать в апреле 2025 года на заводе компании Автотор, однако производство было моментально остановлено из-за возникновения «очень сильного недопонимания» между Chery и Автотором.
Сборка автомобилей Onives организована в Санкт-Петербурге.

## Модельный ряд
- Onives C5 — ребеджинговый вариант Omoda C5[10][11].